# Bert Voeten
Lambertus Hendrikus (Bert) Voeten (Breda, 6 juli 1918 – Amsterdam, 26 december 1992) was een Nederlands dichter en vertaler. Voeten was getrouwd met Marga Minco. Zij kregen twee kinderen, onder wie de schrijfster Jessica Voeten.
Voeten werkte ook onder de pseudoniemen B. van Beenen, Hans van den Bosch en Leo H. van der Mark. Hij vertaalde diverse toneelstukken, onder andere van Shakespeare, Kalidasa en Molière. 
Hij overleed op 26 december 1992 en werd begraven op begraafplaats Zorgvlied.

## Doortocht
Zijn meerdere malen herdrukte oorlogsdagboek Doortocht (1946) bezorgde hem zijn eerste literaire prijs, de Lucy B. en C.W. van der Hoogtprijs. W.F. Hermans en Hans van Straten twijfelden bij verschijning aan het waarheidsgehalte van het dagboek. Volgens de publicist Adriaan Venema (1988) zou het grotendeels een reconstructie van zijn leven bevatten, om zijn activiteiten in de oorlog voor het Departement van Volksvoorlichting en Kunsten te verdoezelen. 

## Werken

### Poëzie
- 1944 - Babylon herhaald (illegale uitgave)
- 1945 - Sonnetten voor Solaria
- 1945 - Amsterdamse kwatrijnen
- 1946 - De blinde passagier
- 1946 - Odysseus' terugkeer
- 1947 - Twee werelden
- 1948 - Suite in december
- 1949 - De ammonshoorn
- 1953 - Met het oog op morgen
- 1955 - Kind van Breda
- 1956 - Kwintet voor een stad
- 1956 - De zon op mijn hand
- 1958 - Menselijkerwijs
- 1961 - De tijd te lijf en andere gedichten
- 1961 - Tegenvoeters (met Marga Minco)
- 1964 - Kerstnacht
- 1966 - Een bord bekijken
- 1988 - Het een wel, het ander niet
- 2001 - Gedichten 1938-1992

### Dagboeken
- 1946 - Doortocht

## Literaire prijzen
- 1947 - Lucy B. en C.W. van der Hoogtprijs voor Doortocht
- 1951 - Jan Campert-prijs voor Met het oog op morgen
- 1959 - Martinus Nijhoff Prijs voor vertalingen